# Krisztina Fazekas-Zur
Krisztina Fazekas-Zur (Budapest, 1 d'agost de 1980) és una esportista hongaresa que competeix en piragüisme en la modalitat d'aigües tranquil·les. Està casada amb l'expiragüista nord-americà d'origen israelià Rami Zur, el seu actual entrenador, amb qui viu a Califòrnia (Estats Units), país que va representar al Mundial de 2011.
Va participar en dos Jocs Olímpics d'Estiu, Londres 2012 i Rio de Janeiro 2016, obtenint en cada edició una medalla d'or, ambdues en la prova de K4 500 m.
Ha guanyat 13 medalles al Campionat Mundial de Piragüisme entre els anys 2001 i 2015, i 14 medalles al Campionat Europeu de Piragüisme entre els anys 2001 i 2016.

## Palmarès internacional
| Representant a Hongria      |                          |         |            |
| Jocs Olímpics               |                          |         |            |
| Any                         | Lloc                     | Medalla | Competició |
| 2012                        | Londres ( Regne Unit)    | 1       | K4 500 m   |
| 2016                        | Rio de Janeiro ( Brasil) | 1       | K4 500 m   |
| Campionat Mundial           |                          |         |            |
| Any                         | Lloc                     | Medalla | Competició |
| 2001                        | Poznań ( Polònia)        | 1       | K4 200 m   |
| 2002                        | Sevilla ( Espanya)       | 1       | K4 1000 m  |
| 2006                        | Szeged ( Hongria)        | 1       | K4 1000 m  |
| 2007                        | Duisburg ( Alemanya)     | 1       | K4 1000 m  |
| 2007                        | Duisburg ( Alemanya)     | 2       | K4 200 m   |
| 2007                        | Duisburg ( Alemanya)     | 2       | K4 500 m   |
| 2009                        | Dartmouth ( Canadà)      | 2       | K1 4x200 m |
| 2009                        | Dartmouth ( Canadà)      | 2       | K4 200 m   |
| 2013                        | Duisburg ( Alemanya)     | 1       | K1 4x200 m |
| 2013                        | Duisburg ( Alemanya)     | 1       | K2 1000 m  |
| 2013                        | Duisburg ( Alemanya)     | 1       | K4 500 m   |
| 2015                        | Milà ( Itàlia)           | 2       | K4 500 m   |
| Campionat Europeu           |                          |         |            |
| Any                         | Lloc                     | Medalla | Competició |
| 2001                        | Milà ( Itàlia)           | 1       | K4 200 m   |
| 2001                        | Milà ( Itàlia)           | 3       | K2 1000 m  |
| 2005                        | Poznań ( Polònia)        | 2       | K4 200 m   |
| 2006                        | Račice ( Txèquia)        | 1       | K4 500 m   |
| 2007                        | Pontevedra ( Espanya)    | 1       | K4 1000 m  |
| 2007                        | Pontevedra ( Espanya)    | 2       | K4 200 m   |
| 2007                        | Pontevedra ( Espanya)    | 2       | K4 500 m   |
| 2008                        | Milà ( Itàlia)           | 1       | K4 200 m   |
| 2008                        | Milà ( Itàlia)           | 1       | K4 1000 m  |
| 2008                        | Milà ( Itàlia)           | 2       | K2 200 m   |
| 2008                        | Milà ( Itàlia)           | 3       | K4 500 m   |
| 2009                        | Brandenburg ( Alemanya)  | 1       | K4 200 m   |
| 2012                        | Zagreb ( Croàcia)        | 3       | K4 500 m   |
| 2016                        | Moscou ( Rússia)         | 1       | K4 500 m   |
| Representant a Estats Units |                          |         |            |
| Campionat Mundial           |                          |         |            |
| Any                         | Lloc                     | Medalla | Competició |
| 2011                        | Szeged ( Hongria)        | 2       | K1 1000 m  |